# 哈古
參數所指定的目標頁面不存在，建議更正成存在頁面或直接建立下列一個頁面（建立前請先搜尋是否有合適的存在頁面可以取代）：
- subject'''廣東官員

哈古（Haku）（1943年—），漢名陳文生。臺灣原住民藝術家，卑南族人，建和部落頭目，台灣木雕藝術家及臺灣原住民藝術代表人物。

## 生平
哈古生於臺東市建和部落（Kasavakan）的頭目家族，母親是知本部落Mavaliew家族頭目的女兒。哈古的祖父，頭目道洽（taukia）因為之前的孩子早夭，為趨吉避凶，為他取與日語發音極為相近的名字「haku」（哈古），在卑南語意思是裝死者的木箱，意思與漢語裡的「棺材」相近。
哈古於台東農校就讀初中及高職，畢業並服完兵役後，便留在部落務農。1978年父親去世後，他繼承建和部落的頭目（ayawan）身份。
1984年他參觀臺東縣立文化中心在臺灣省立臺東社會教育館舉辦的「台東山地文化藝術」展覽後，深受感動，開始拜師學習木雕創作。1985年，哈古在記者楊雨河協助下，以3件木雕作品首次參加台東地方美展，引起評審杜若洲注意。1989年，臺東縣政府舉辦縣內六大原住民族才藝表演競賽，邀請哈古雕刻了十八件作品當作獎盃，各報地方版均以顯著篇幅加以報導，哈古因此聲名大噪。
1991年1月，《文訊雜誌》在臺東社會教育館辦「台東地區文藝座談會」，邀請哈古介紹自己的作品，並採訪哈古家及他的作品，這次採訪及杜若洲的藝評於1991年2月份文訊雜誌登出，讓哈古的作品被介紹至全國社會。同年，《雄獅美術》雜誌採訪哈古，將其作為「新原始藝術特輯」的封面人物。之後在台北雄獅藝廊舉辦「頭目的尊嚴——哈古首次雕刻個展」，首次讓哈古登上台灣藝壇。這次報導及展出被譽為台灣原住民藝術的分水嶺，讓台灣原住民的藝術創作得以當代藝術的身分，進入台灣現代藝術的視角。
1994年哈古成立哈古工作室，開始在建和部落從事木雕創作、展示及教育推廣。1998年他獲得行政院文化建設委員會「振興地方傳統產業計畫」經費支持，設立「建和木雕藝術村」，以部落教室方式教學推廣部落木雕工藝。2010年國立手工藝研究所將哈古頭目家以「哈古木雕工作室」之名選為「台灣工藝之家」，並將哈古住家內設置展示室及學習間，展示和推廣哈古的木雕作品。
哈古的作品在1999年到紐約中華文化中心展出，為首次海外展出。並在1999、2001臺東南島文化節展出。2002年受邀至紐約曼哈頓中心展演，2003年受邀參加加拿大台灣文化節展演，其作品逐漸獲得歐美文化的肯定。
2003年哈古榮獲得第二屆臺東縣資深藝術家獎。2010年獲得首屆原住民族工藝薪傳獎。

## 作品風格
哈古的創作作品皆為木雕，主要是以大型雕刻作品為主。臺灣文化界大多肯定他的作品在台灣原住民現代木雕的代表性，忠實呈現出台灣原住民在部落生活的面貌及族群文化精神。
哈古的木雕大多為立體圓雕，大多以樟木為材質。選定木材後，依據要創作的想法，構思與設計，先用刀鋸砍雕，再用美工刀修飾，最後再用細砂紙打磨表面。他認為這樣讓作品有凹凸感，觸摸時可以增加感受力及刺激性，進而增加作品的生命力。在視覺上，作品其有凹凸感而產生明暗，因此更能顯示立體效果，也因其表面處理特別粗獷而產生一種原始的美感。
哈古的作品具有強烈的寫實風格，其作品善於展現人物的特徵、表情動作，可看出年齡與性格，服飾裝扮點出其身份。其作品靈感，主要來自族人生活的點滴，也有許多人與物及動物等場景的描摩。他的作品大多是原住民傳統生活面貌，如打獵、搗小米、跳舞等，有別於排灣族、魯凱族平面或側面的浮雕或圖案傳統雕刻，具有相當明顯的現代雕刻風格。
哈古有意識地在創作中展現卑南族文化的特質，常在作品細節中安排卑南族特有的服飾，以及祭儀、農事、生活習慣或口傳故事等文化內涵，這樣讓哈古作品具有各種卑南族特徵的高辨識性。他認為自己的創作只是抽取自己卑南族文化的根，作品中蘊含著卑南族的精神。

## 展覽

### 個展
- 1991年  「頭目的尊嚴」個展。台北，雄獅藝廊。
- 1998年   台灣工藝之家「建和木雕藝術村」計畫。台東：建和部落。
- 1999年  個展。美國紐約，紐約中華文化中心。
- 2002年  個展。美國紐約，曼哈頓中心。

### 聯展
- 1996年　台北雙年展。台北，臺北市立美術館。
- 1997年　「一九九七台北原住民文化祭」作品聯展。台北，台北市政府。
- 1998年　第一屆臺灣工藝節。南投，國立台灣工藝研究發展中心。
- 1999年　1999台東南島文化節，台東。
- 2001年　巴黎、雪梨作品聯展活動。
- 2001年　2001台東南島文化節，台東。
- 2003年　台東工藝展。台北：總統府。
- 2004年　台東美展。台東。
- 2010年  「承先啟後的pulima」聯展。台北，松山文化創意產業園區。

## 得獎記錄
- 1997年　內政部「社區友好文化節活動」現場製作展演活動成效績優
- 1998年　台東縣政府「第十屆臺灣民藝華會」活動原住民工藝類特優
- 2003年　台東縣第2屆資深藝術家獎
- 2010年　第1屆原住民族工藝薪傳獎。